# Uccidi o muori
Uccidi o muori è un film di genere western all'italiana del 1966 e diretto da Tanio Boccia.

## Trama
Ringo, ex pistolero che suona il violino, giunge in un paese del West dove è dominato da due famiglie rivali cioè i Griffith e i Drumort. I Griffith attaccano Ringo che, in una sparatoria, uccide il fratello più giovane. Nel frattempo conosce e simpatizza con Lisa Drumort, ma deve difendersi da un sicario che lo ferisce.